# Johanna von Puttkamer
Johanna Friederike Charlotte Dorothea Eleonore von Bismarck, née von Puttkamer (° 11 avril 1824 à Viartlum, arrondissement de Rummelsburg-en-Poméranie ; † 27 novembre 1894 à Varzin, arrondissement de Rummelsburg-en-Poméranie), était l'épouse d'Otto von Bismarck.

## Biographie

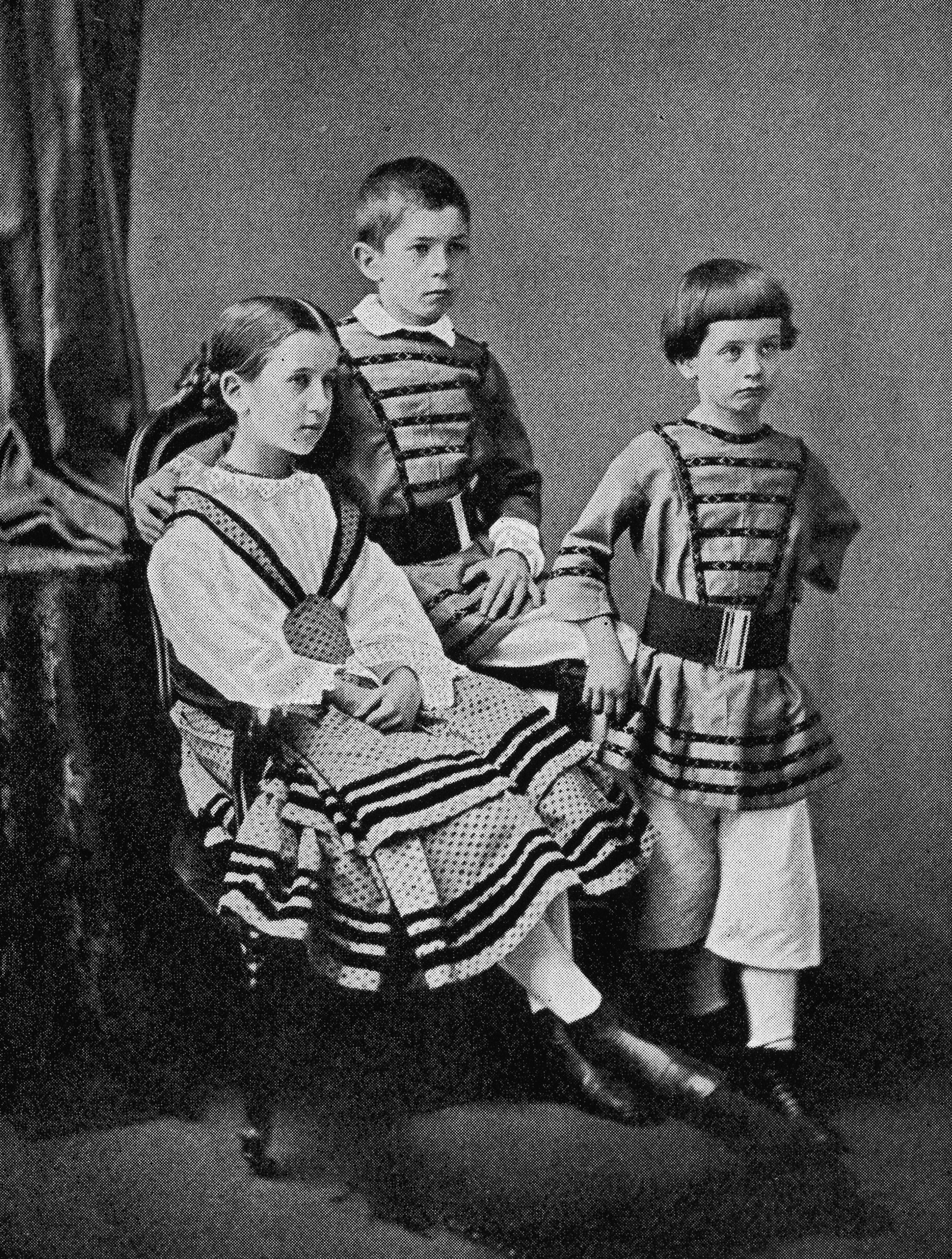
Marie, Herbert et Wilhelm von Bismarck vers 1855.

Elle était fille unique et sa famille comme son environnement étaient fortement marqués de piétisme protestant. Son frère aîné, Franz, mourut à l'âge de cinq ans. Ses parents Heinrich von Puttkamer (* 27 septembre 1789 à Viartlum ; † 3 novembre 1871 à Reinfeld) et Luitgarde Agnese von Glasenapp (* 17 octobre 1799 à Gramenz ; † 5 septembre 1863 à Reinfeld) s'étaient mariés le 1er décembre 1819 à Gramenz. Sa vie était toujours placée « sous le signe de la Bible », et généralement de la foi chrétienne et de ses enseignements. 
Le 21 décembre 1846 Otto von Bismarck présenta au père de Johanna une lettre rédigée habilement avec diplomatie et rhétorique pour lui demander la main sa fille. Le mariage eut lieu le 28 juillet 1847 à Reinfeld et un an plus tard elle mit au monde son premier enfant, Marie (* 21 août 1848; † 8 février 1926 ; en 1878 elle épousa le comte Kuno à Rantzau) ; en décembre 1849 vint son deuxième enfant, Herbert, et en 1852 son troisième, Wilhelm.
Selon une représentation littéraire tendancieuse elle était toujours après son mariage avec Otto von Bismarck en 1847 la « fille qui aimait et vénérait ses parents, l'épouse dévouée de son mari et la mère qui s'occupait fidèlement de ses enfants ». Elle n'en joua pas moins un rôle essentiel dans l'activité et le succès de son époux Otto von Bismarck, comme l'indiquent les citations suivantes de Bismarck tirées du livre de Lothar Gall Bismarck - Der weiße Revolutionär.
« Je ne sais pas comment j'ai supporté cela auparavant ; si maintenant je devais vivre comme autrefois, sans Dieu, sans toi, sans enfants - pourtant, je ne saurais pas, en effet pourquoi je ne devais pas me débarrasser de la vie comme d'une chemise sale. »
Et, à l'occasion de son mariage, dans une lettre à son frère :
« … je crois que cela a été pour moi un bonheur immense et que je n'espérais plus de me marier, je n'exagère pas, avec une femme d'un rare esprit et d'une rare noblesse dans sa mentalité, avec cela aimable et d'une extrême facilité à vivre comme je n'ai jamais rencontré chez une autre femme. »
De ces citations et d'autres Lothar Gall conclut :
Il ne faut pas seulement y voir l'humeur et le jugement d'un homme amoureux. C'est quelque chose qui a duré et a fait ses preuves pendant des décennies, et qu'on peut lire dans des centaines de lettres qui, par leur intensité et leur sincérité, trouvent difficilement de quoi les comparer, même dans la riche littérature épistolaire du XIXe siècle. Elles nous montrent dans quelle mesure cette correspondance intime a certainement donné à sa vie la sécurité et le sens dont il avait besoin pour parvenir à la paix et l'équilibre, non seulement une fois, mais sans cesse :« Tu es l'ancre sur le bon côté de la rive », il est allé jusqu'à dire un jour :« Si je suis séparé d'elle, que Dieu ait pitié de mon âme. »
Sous cet aspect Johanna von Puttkamer fut au bout du compte quelqu'un de très important pour l'empire allemand et sa fondation, et son rôle mérite à juste titre qu'on s'y attarde encore aujourd'hui quand on discute du rôle de la femme dans la politique et dans l'économie. Cependant son rôle social ne fut pas incontesté : à la cour elle se trouvait en quelque sorte en rivalité avec la comtesse Schleinitz, l'épouse du ministre de la maison royale Alexander von Schleinitz, très critique envers Bismarck. Non seulement cette femme lui était supérieure sur le plan intellectuel et par son apparence  mais, en tant que salonnière et "grande dame", elle représentait encore de façon efficace l'opposition libérale et aristocratique contre Bismarck.
Après le décès de la princesse, Bismarck fit en sorte que sa compagne trouvât son dernier repos là où elle était morte et où le couple avait passé bien des étés et bien des hivers. Un petit pavillon qui était sa résidence favorite fut transformé en une simple chapelle funéraire, et le cercueil y fut inhumé. Par la suite son corps fut transféré à Friedrichsruh où on l'enterra au côté de son époux.